# 火山帯
火山帯（かざんたい、英: volcanic belt, volcanic zone, 独: Volkanzone, 仏: zone de valcans, 露: вулканический пояс）は、火山が列をなすように分布する地帯。火山が広く面的に分布することはほとんどないが、これを一般の山脈とは別に火山帯と呼ぶ。「ある限られた時代内に噴出した火山が多数分布する帯状地域」とする定義もある。
古くは火山脈とも呼んだ。

## 概要
火山帯には火山が分布するだけでなく、火山活動（噴気孔・温泉などを含む）も見られる。
第四紀以降の地球上の火山をみると、帯状になっていたり、限られた地域に集まって分布している。海洋プレートの沈み込みで海洋地殻から脱水した水がマントルウェッジのかんらん岩の融点を下げ、マグマを形成し、それが地表から噴出することで火山が形成される。こうして形成される火山は沈み込み境界に平行で帯状に分布する火山帯となる。
火山帯の中にも火山が分布していない地域もあり、それによって火山帯をさらに細分する場合は、火山フロントからの距離に応じた細長い火山列（かざんれつ、volcanic chain）に区分するのが合理的である。これは沈み込んだ海洋プレートの到達深度によって発生するマグマの成分が異なるからである。海洋側の火山フロントの近くには珪酸が多くアルカリが少ない玄武岩質マグマに由来する火山が並び、その背後の大陸側ではアルカリが多く珪酸が少ない火山が分布する。両者の境界は明確ではなく、連続的に移り変わる。
地球全体では環太平洋火山帯、地中海火山帯、インドネシア火山帯、大西洋火山群、ハワイ諸島の火山群、東部アフリカ火山帯が主要なものである。いずれも地殻変動が最も盛んな地帯であり、地震帯ともほぼ一致する。
日本では国内の火山を地理的分布にもとづいて七つの火山帯（千島・那須・鳥海・富士・乗鞍・大山(白山)・霧島(琉球)）に区分していた
が、現在では適切ではないとして使われない。近年ではプレートテクトニクスにもとづく日本列島の大地形の説明に関連して、東日本火山帯と西日本火山帯に二分する。